# Leucoloma secundifolium
Leucoloma secundifolium är en bladmossart som beskrevs av Mitten 1863. Leucoloma secundifolium ingår i släktet Leucoloma och familjen Dicranaceae. Inga underarter finns listade i Catalogue of Life.